# 동신교통
동신교통(東神交通)은 전라남도 순천시에 위치한 시내버스 운수업체이다. 주로 순천시 일대를 운행하며, 같은 회사로 광양교통이 있다. 이전에는 시외버스 면허도 있었으나 시외버스 사업만 금호고속에 매각 및 양도되었다.

## 운행 노선

### 도시형버스
- ● 1번: 해룡대안 ~ 선암사, 평중리
- ● 2번: 해룡대안 ~ 삼거동
- ● 5번: 청암대학교 ~ 조곡동행정복지센터 (시간대별 운행)
- ● 14번: 검단산성 ~ 석현저수지(향림골노인정), 조비 (13번 노선이 폐지되어 8회 연장 운행)
- ● 15번: 해룡대안 ~ 승주고산
- ● 16번: 해룡대안 ~ 낙안읍성 (선암사2회, 남정1회 경유)
- ● 18번: 해룡대안 ~ 승주유흥 (신전 2회 경유)
- ● 19번: 광천 ~ 후곡,송광면,오산,용전,운룡,백록,등 지역순환버스
- ● 20번: 국민은행 ~ 삼산중학교, 신기마을 ~ 삼산중학교
- ● 30번: 검단산성 ~ 월등운월
- ● 31번: 검단산성 ~ 월등운월
- ● 32번: 검단산성 ~ 서면죽청, 청소년수련원
- ● 33번: 검단산성 ~ 황전비촌
- ● 34번: 검단산성 ~ 황전구룡
- ● 35번: 검단산성 ~ 황전구룡, 황전 산영 (첫차 괴목에서 출발)
- ● 36번: 괴목삼거리 ~ 이문,섬계,운월,모전 지역순환버스
- ● 37번: 황전면사무소 ~ 내구, 내임선, 신계, 덕계, 내동, 신촌, 자은 지역순환버스
- ● 51번: 검단산성 ~ 서면구상
- ● 53번: 검단산성 ~ 청소, 심원
- ● 55번: 가곡시영A ~ 순천역서측, 삼거마을
- ● 68번: 검단산성 ~ 낙안구기 (옥암, 검암 1회 경유)
- ● 69번: 검단산성 ~ 대동마을 (야흥 2회 경유)
- ● 88번: 검단산성 ~ 벌교 (삼호병원 1회 경유)
- ● 111번: 해룡대안 ~ 주암광천/송광사 (접치길, 행정길 분리운행)
- ● 555번: 검단산성 ~ 중앙동주민센터

## 보유 차량

#### 현대자동차
- 뉴 카운티
- 카운티 뉴 브리즈
- 현대 그린시티
- 뉴 슈퍼 에어로시티
- 저상 뉴 슈퍼 에어로시티

#### KGM커머셜
- 스마트 110

## 같이 보기
- 순천교통